# 萬卡賴利亞區
13°43′15″S 74°08′02″W / 13.7207°S 74.1339°W
萬卡賴利亞區（西班牙語：Distrito de Huancaraylla），是秘魯的一個區，位於該國中南部阿亞庫喬大區的維克托法哈多省，始建於1857年1月2日，面積165.5平方公里，海拔高度3,230米，2005年人口1,796，人口密度每平方公里11人。